# Świerznica (Rąbino)
Świerznica (deutsch Zwirnitz) ist ein Dorf in der polnischen Woiwodschaft Westpommern im Powiat Świdwiński. Es liegt 16 Kilometer südlich von Białogard (Belgard) und gehört zur Landgemeinde Rąbino (Groß Rambin).

## Geschichte
1930 fand man in der Zwirnitzer Feldmark zahlreiche Urnen und Tongefäße, die auf eine vorgeschichtliche Begräbnisstätte hindeuten. Nach alten Urkunden war das Guts- und Bauerndorf den Familien Hechthausen und Zozenow als sog. geteiltes Lehen gegeben. In der Geschichte wechselten die Eigentümer der beiden Lehen ständig. 1855 erwarb Gottlieb Radoll das gesamte Gut. Letzter Besitzer vor 1945 war Paul Weber.
Im Jahr 1928 wurde das früher zu Bolkow (heute polnisch: Bolkowo) gehörende Vorwerk Strutzmin in die Gemeinde Zwirnitz integriert. Die Einwohnerzahl war 1939 auf 198 gegenüber 211 im Jahr 1865 gesunken.
Bis 1945 gehörte Zwirnitz zum Kreis Belgard. Die Bauern des Dorfes lebten vom Kartoffelanbau und von der Viehzucht. Im Ort gab es einen Wassermühlenbetrieb, eine Schmiede sowie ein Lebensmittelgeschäft mit Gastwirtschaft. Zwirnitz lag abgeschieden vom Durchgangsstraßenverkehr. Bis zur Bahnstation Groß Rambin (Reichsbahnstrecke Berlin–Stettin–Köslin–Danzig–Königsberg) waren es 4 Kilometer.
Letzter Gemeindebürgermeister vor 1945 war Reinhold Manzke. Zwirnitz gehörte zum Amtsbezirk Ballenberg (Biała Góra) und zum Standesamtsbezirk Arnhausen (Lipie). Letzte Amtsinhaber waren Georg Gebhardt bzw. Walter Frank und Hans-Ulrich Pretzell. Amtsgerichtsbezirk war Bad Polzin (Połczyn-Zdrój).
In den ersten Märztagen 1945 besetzte die Rote Armee das Dorf kampflos. Zwirnitz kam zu Polen und ist heute als Świerznica ein Teil der Landgemeinde Rąbino im Powiat Świdwiński.

## Kirche
Zwirnitz besaß eine eigene Kirche: ein einfaches Fachwerkgebäude, im Jahr 1870 instand gesetzt, diente es einstmals der Familie von Wolde als Hauskapelle.
Die Kirchengemeinde Zwirnitz war bis 1945 eine Filialgemeinde im Verbund des Kirchspiels Arnhausen (Lipie) und war Teil des Kirchenkreises Belgard (Kirchenprovinz Pommern) der Evangelischen Kirche der Altpreußischen Union. Im Jahre 1940 zählte die kleine Landgemeinde immerhin 210 Gemeindeglieder. Letzter Pfarrer war Egbert Zieger.
Heute ist Świerznica ein Dorf in der Parafia (Parochie) Koszalin (Köslin) der Kościół Ewangelicko-Augsburski (Luterański) w Polsce (Evangelische Kirche Augsburgischen (lutherischen) Bekenntnisses in Polen).

## Schule
Bereits 1860 hatte Zwirnitz eine eigene Dorfschule, die einklassig geführt wurde. Letzter Schulleiter war Georg Gebhardt.

## Verweise